# 2P busz (Sopron)
A soproni 2P jelzésű autóbusz Sopron Plaza és a Lővér Szálló között közlekedett.

## A Lővérek autóbusz-közlekedése

### Korábban
Az 1-es és a 2-es autóbuszok már az 1970-es évek-beli menetrendkönyvben is fel vannak tüntetve, és már akkor is a jelenlegihez hasonló módon közlekedtek, de még csak az Autóbusz-állomásról indultak. Az 1-es busz betétjárataként 1A jelzésű busz közlekedett az Autóbusz-állomástól a vasútállomásig. A 2-es busz betétjárataként pedig 2A jelzésű busz közlekedett az Autóbusz-állomástól Nyugatmajorig (ez ma a 12-es busz Kőszegi úti végállomása). Később, az 1990-es években jöttek létre a 12, 12A járatok. 1998-ban a Sopron Pláza átadása után a Sopron Plázától 2P jelzéssel indult egy járat, amely a Jereván lakótelep után a 2-es busz útvonalán ment fel a Lőverekbe, ez a járat 2000-ben megszűnt. A 2000-es évek elejétől megjelentek a 15 és 15A jelzésű buszok, amelyek szintén a Lővérek forgalmát látták el. Az 1990-es években szűntek meg az 1A és a 2A jelzésű buszok. 2010 nyarán pedig létrejött a 12V jelzésű busz, amely a VOLT Fesztiválra érkezőket szállítja, valamint 2011-től közlekedik a 32-es busz is. 2012. május 1-jétől megszűntek a 15-ös és a 15A jelzésű buszok, amelyek az Aranyhegyi lakóparkról indultak, és a Híd utca-Vasútállomás-Alsólővér / Felsőlővér útvonalon át közlekedtek, munkanapokon, csúcsidőben, az 1-es és a 2-es buszok kiegészítőjárataiként.

## Közlekedés
A vonalon Ikarus 280, Ikarus 260, Ikarus 415 és Rába Premier 091 típusú járművek közlekedtek.

Az autóbusz munkanapokon a csúcsforgalmi időszakokban 30, máskor 60 percenként közlekedett.

## Útvonala
| Lővér szálló felé |
| --- |
| Sopron Plaza vá. – Lackner Kristóf utca – Teleki Pál út – Juharfa út – Jereván lakótelep – Juharfa út – Teleki Pál út – Lackner Kristóf utca – Ógabona tér – Petőfi tér – Széchenyi tér – Erzsébet utca – Állomás utca – Mátyás király utca – Csengery utca – aluljáró – Ady Endre út – Béke út – Bajcsy-Zsilinszky utca – Mikoviny utca – Városligeti utca – Lővér körút – Várisi út – Lővér szálló vá. |

| Sopron Plaza felé |
| --- |
| Lővér szálló vá. – Várisi út – Lővér körút – Városligeti utca – Bajcsy-Zsilinszky utca – Béke út – Ady Endre út – aluljáró – Csengery utca – Erzsébet utca – Állomás utca – Mátyás király utca – Széchenyi tér – Várkerület – Lackner Kristóf utca – Teleki Pál út – Juharfa út – Jereván lakótelep – Juharfa út – Teleki Pál út – Lackner Kristóf utca – Sopron Plaza vá. |

## Megállóhelyei
| 2P (Sopron Plaza – Jereván lakótelep – Juharfa út – Várkerület – GYSEV pályaudvar – Alsólővér – Lővér szálló) |                                                                         |      | |
| Perc | Megálló neve                                                            | Perc | Átszállási lehetőségek |
| 0 | Sopron Plaza                                                            | 26   | 14 |
| 1 | Teleki Pál út 2.                                                        | 24   | 1, 2, 5, 7, 7A, 9, 10, 10A, 10B, 10M, 12, 12A, 13, 13F, 14, 14M, 17, 18, 20                                                   |
| 2 | Juharfa út 16.                                                          | 23   | 1, 2, 7, 7A, 9, 12, 12A, 13, 13F, 17, 18                                                                                      |
| 3 | Jereván lakótelep                                                       | 22   | 1, 2, 5, 7, 7A, 9, 10, 10A, 10B, 11, 12, 12A, 13, 13F, 17, 18, 20                                                             |
| 4 | Juharfa út 16.                                                          | 21   | 1, 2, 7, 7A, 9, 12, 12A, 13, 13F, 17, 18                                                                                      |
| 5 | Teleki Pál út 2.                                                        | 20   | 1, 2, 5, 7, 7A, 9, 10, 10A, 10B, 10M, 12, 12A, 13, 13F, 17, 18                                                                |
| 6 | Lackner Kristóf utca (most: Lackner Kristóf utca, autóbusz-állomás)     | 19   | 1, 2, 3, 5, 7, 7A, 9, 10, 10A, 10B, 12, 12A, 13, 13F, 13M, 14, 14M, 17, 18, 20, 21, 21A Helyközi és távolsági autóbuszjáratok |
| – | Várkerület, Festő köz                                                   | 18   | 1, 2, 5, 9, 10, 10A, 10B, 12, 12A, 13, 13F, 14, 14M, 17, 18, 20, 21                                                           |
| 7 | Ógabona tér 14. (most: Ógabona tér, Újteleki utca)                      | –    | 1, 2, 5, 9, 10, 10A, 10B, 12, 12A, 13, 13F, 14, 14M, 17, 18, 20, 21                                                           |
| – | Várkerület 59. (most: Várkerület, Árpád utca)                           | 17   | 1, 2, 5, 9, 10, 10A, 10B, 10M, 12, 12A, 13, 13F, 14, 14M, 17, 18, 20, 21                                                      |
| - | Várkerület 87. (most: Várkerület, Ötvös utca)                           | 15   | 1, 2, 5, 9, 10, 10A, 10B, 10M, 12, 12A, 17, 18, 20, 21                                                                        |
| 8 | Erzsébet utca                                                           | –    | 1, 2, 5, 5A, 9, 10, 10A, 10B, 11, 11A, 12, 12A, 17, 18, 20, 21                                                                |
| – | Mátyás király utca (most: Mátyás király utca, Deák tér)                 | 14   | 1, 2, 5, 7, 9, 10, 10A, 10B, 10M, 11, 11A, 12, 12A, 17, 18, 21                                                                |
| 9 | GYSEV pályaudvar                                                        | 12   | 1, 2, 5M, 9, 10, 10A, 10B, 10M, 12, 12A, 18, 21                                                                               |
| 10 | Csengery utca, Elzett (most: Csengery utca, Elzett udvar)               | 11   | 1, 2, 4, 9, 10, 10A, 10B, 10M, 12, 12A, 18                                                                                    |
| 11 | Frankenburg út, aluljáró (most: Frankenburg úti aluljáró)               | 10   | 1, 2, 10, 10A, 10B, 10M |
| 12 | Bajcsy-Zsilinszky utca, egyetem                                         | 8    | 2 |
| 13 | Mikoviny utca, Pedagógus otthon (most: Hóvirág utca (Pedagógus otthon)) | 7    | 2 |
| 14 | Mikoviny utca, Lokomotív Szálló (most: Mikoviny utca, Sporttelep)       | 6    | 2 |
| 15 | Manninger utca                                                          | 5    | 2 |
| 16 | Camping bejárati út (most: Citadella Park)                              | 4    | 2 |
| 27 | Hotel Szilenció (most: Lővér körút, Vas Gereben utca)                   | 2    | 2 |
| 28 | Állami szanatórium                                                      | 1    | 1, 2 |
| 22 | Lővér szálló                                                            | 0    | 1, 2 |